# سابرینا (آلبوم)
سابرینا  (به انگلیسی: Sabrina) نام اولین آلبوم خواننده و مدل ایتالیایی سابرینا است. این آلبوم در سال ۱۹۸۷ منتشر شد.